# 徐贤修
徐賢修（1912年9月12日—2001年11月17日），臺灣數學家、教育家，中央研究院院士，曾任國立清華大學校長、行政院國家科學委員會主任委員。
其子徐遐生是知名天文學家，也曾任國立清華大學校長。

## 年表
- 1929年，考入浙江省省立第十中学（现温州中学）高中部。[1]
- 1935年，获得清华大学数学系理学学士学位。
- 1946年，赴美國留學，就讀於布朗大学数学系。
- 1948年，获得美国布朗大学应用数学哲学博士学位。
- 1949年，普林斯顿文学研究院研究。
- 1949年夏，麻省理工學院博士后研究。
- 1961年，回台灣新竹創立國立清華大學數学系。
- 1962年，在台灣新竹舉行數學暑期研討會，為台灣數學學術研討會之肇始。
- 1970年—1975年，擔任國立清華大學校長。[2]
- 1973年-1980年，擔任行政院國家科學委員會主任委員。
- 1979年-1989年，擔任工業技術研究院董事長。任期間，提议创设台灣新竹科學工業園區，為台灣現代高科技產業元老。
- 2001年11月17日，徐賢修在美國印第安那州逝世。

## 荣誉

### 中华民国勋章奖章
- 二等景星勋章（1981年3月3日批准[3]）

## 延伸閱讀
- 《父子雙傑：清華傳承》，王仕琦，國立清華大學，2012年7月1日，ISBN 9789866116315。